# Notiocharis phlyctis
Notiocharis phlyctis är en tvåvingeart som beskrevs av Quate 1967. Notiocharis phlyctis ingår i släktet Notiocharis och familjen fjärilsmyggor. Inga underarter finns listade i Catalogue of Life.